# Шелюшко Микола Володимирович
Микола Володимирович Шелю́шко (у деяких джерелах Шелюжко) (нар. 18 жовтня 1912, Кам'янське — пом. 6 лютого 1983, Львів) — український радянський співак (тенор) і педагог, заслужений діяч мистецтв УРСР з 1967 року.

## Біографія
Народився 5 (18) жовтня 1912 року в місті Кам'янському (тепер Дніпропетровська область, Україна). Брав участь у Другій світовій війні. Нагороджений орденом Червоної Зірки (31 травня 1945), медаллю «За бойові заслуги» (23 квітня 1944). Член ВКП(б) з 1947 року.
У 1945—1950 роках навчався в Львівській консерваторії, після закінчення якої викладав у ній (серед учнів Б. Базиликут, В. Ігнатенко). З 1948 по 1976 рік — соліст Львівського театру опери та балету.
Від березня 1964 року директор Львівської опери
Помер у Львові 6 лютого 1983 року.

## Партії
- Богун («Богдан Хмельницький» Данькевича);
- Самозванець («Борис Годунов» Мусоргського);
- Йонтек («Галька» Монюшка);
- Овід («Овід» Спадавеккіа).